# Szymbark (województwo małopolskie)
Szymbark – wieś (dawniej miasto) w Polsce, położona w województwie małopolskim, w powiecie gorlickim, w gminie Gorlice.
W latach 1975–1998 wieś położona była w województwie nowosądeckim.
Szymbark uzyskał lokację miejską przed 1388 rokiem, zdegradowany przed 1595 rokiem.

## Położenie
Szymbark leży w północno-zachodniej części Beskidu Niskiego, zwanej Górami Grybowskimi. Położony jest w dolinie Ropy, pomiędzy masywami Suchego Wierchu (652 m n.p.m.) i Bartniej Góry (632 m n.p.m.) na południu oraz rozległym masywem Maślanej Góry (753 m n.p.m.) na północy. Obejmuje szereg przysiółków, rozrzuconych w dolinie rzeki (od Łęgów na zachodzie po Kamieniec na wschodzie) i na okolicznych stokach. Centrum wsi leży w zakolu Ropy powyżej ujścia Bielanki, ok. 6 km na południowy zachód od Gorlic, przy drodze krajowej nr 28.

## Toponimia
W okresie saskiej kolonizacji Podkarpacia wieś nosiła początkowo nazwę niemiecką niem. Schönberg (Piękna Góra) – z czasem spolszczoną na Szymbark.

## Integralne części wsi
| części wsi | Badonie, Brzezie, Bystrzyca, Dół, Górki, Góry, Granice, Huciska, Kamieniec, Kamionka, Kaweczkówka, Kawiory, Koło Zimnej Wody, Kręgi, Labuty, Łęgi, Miastko, Nadjazie, Na Dole, Pod Bartnią Górą, Polanki, Polówka, Rola, Szklarka, Wiatrówki, W Kątach, Wólka, Zalipie, Zapadle |

## Historia

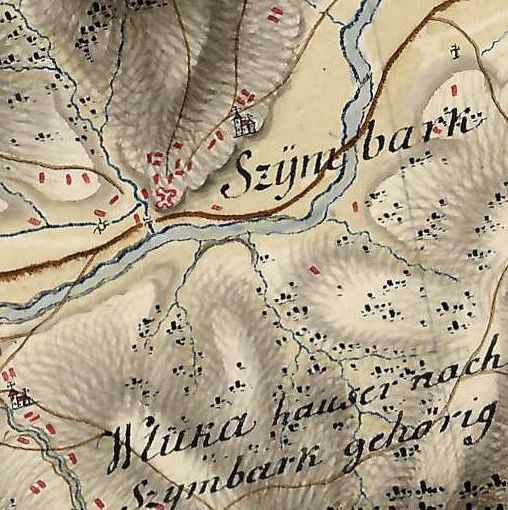
Szymbark, Josephinische Landesaufnahme (1763-1787)

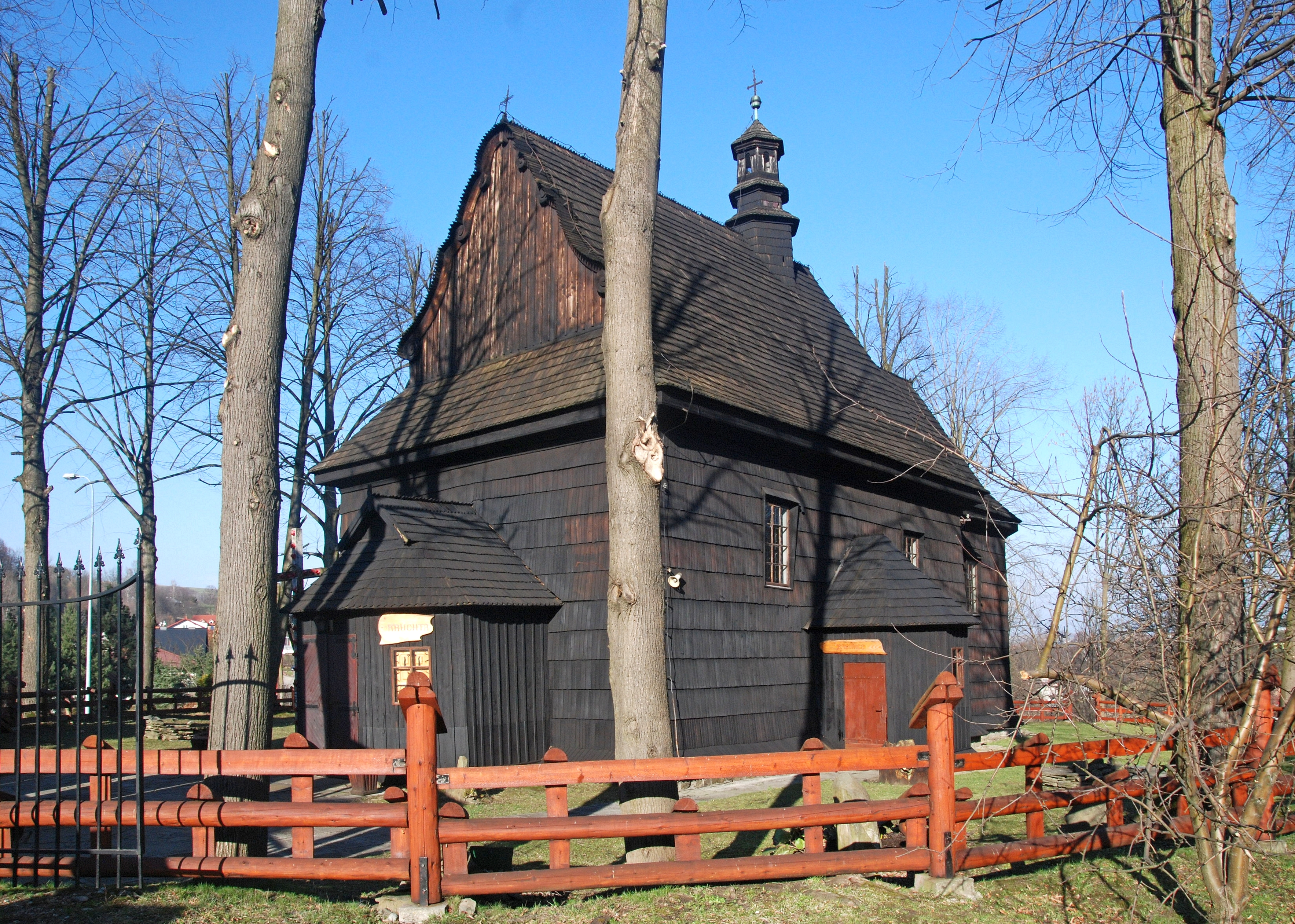
Późnobarokowy, drewniany kościół pw. św. Wojciecha

Szymbark w czasach średniowiecza był rezydencją obronną polskiego rodu rycerskiego Gładyszów h. Gryf, wokół której zaczął rozwijać się gród. Rezydencja Gładyszów sięga początkami XIV wieku, kiedy to w 1316 r. zamieszkał w Szymbarku, Paweł Gładysz h. Gryf, mieszczanin z Nowego Sącza pierwszy tenutariusz Szymbarku z rodu Gładyszów (ok. 1330), podrządczy sądecki, który wykazał się jako rycerz w walkach obrony Polski. Jego syn Jan Gładysz (zarządca dóbr królewskich) podrządczy sądecki, rządca sądecki (1356), właściciel Szymbarku, był też właścicielami terenów gorlickich, wszak 27 października 1359 w Sączu za rycerskie zasługi swoje i ojca od Kazimierza Wielkiego otrzymał tereny po obu stronach rzeki Zdyni Wielkiej i Zdyni Małej, cały las po obu brzegach rzeki Ropy, aby tam lokować mógł wsie na prawie magdeburskim. W tym też wieku Szymbark występuje już jako miasto. Następnie przejęli Szymbark potomkowie; Piotr Gładysz z Szymbarku i Mikołaj Gładysz z Łosia – burgrabia muszyński (w 1419 oczyszczony z zarzutu nieszlachectwa). Potem rezydencję przejął Stanisław Gładysz z Kowalowa h. Gryf, tenut Szymbarku, dziedzic Kowalowej, Gilowej (od 1477), Uścia, komornik ziemski biecki (1486), sędzia grodzki biecki, mąż Katarzyny Barczkowskiej c. Jakuba Barczkowskiego. W 1486 roku Jan Gładysz z Szymbarku nabył w tym terenie gorlickim miejscowości, takie jak np. pozostałe części wsi Polna od Jakuba Staszkowskiego, syna Stanisława za 400 grzywien. Po jego śmierci, opiekunem małoletnich dzieci dziedziców Bielanki był w 1504 roku bratanek Jakub Gładysz z Kowalowych. Po osiągnięciu wieku dorosłego, dziedzictwo szymbarsko-gorlickie przejął syn Jana, Erazm Gładysz.

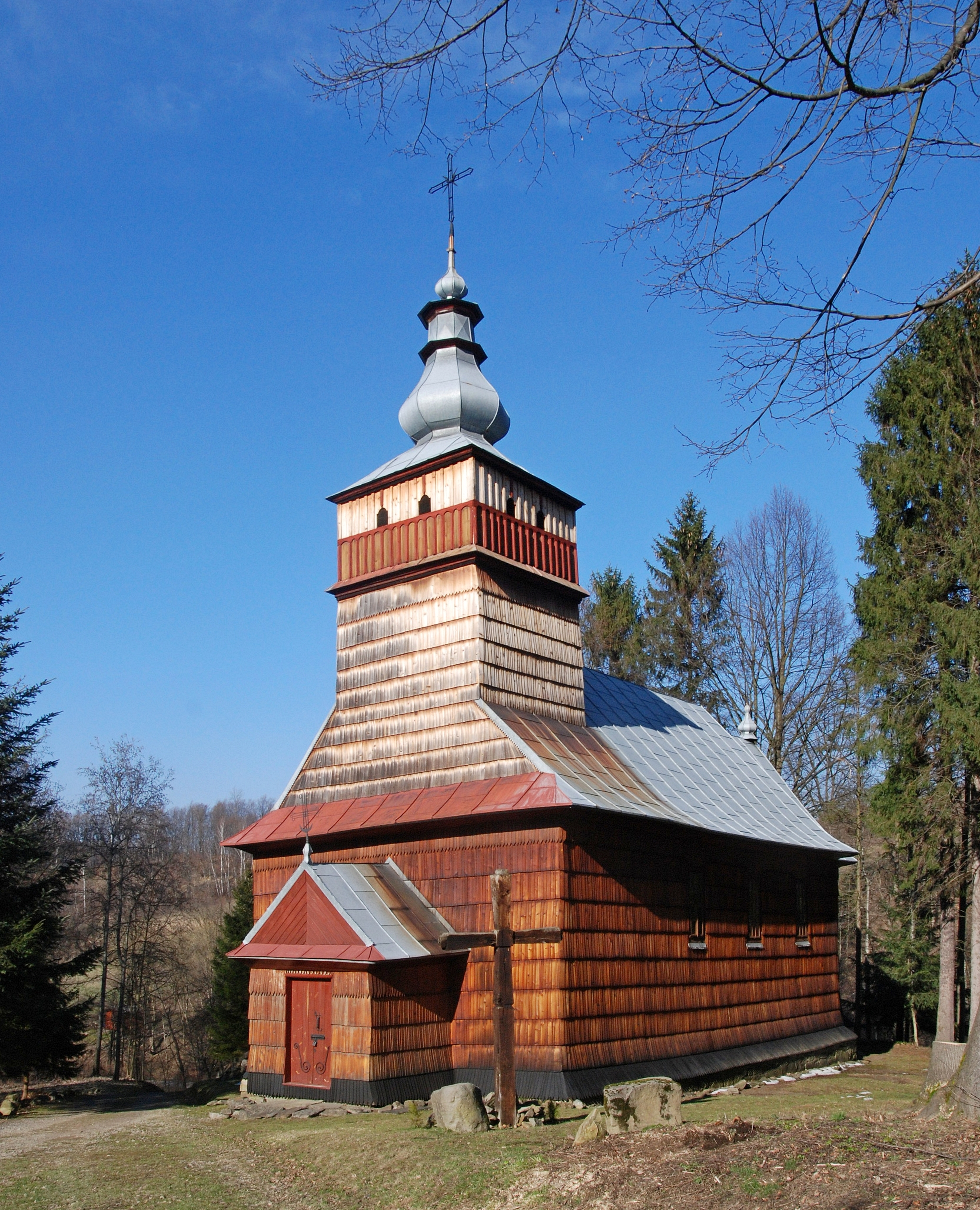
Dawna greckokatolicka cerkiew Narodzenia Bogurodzicy z 1790 roku

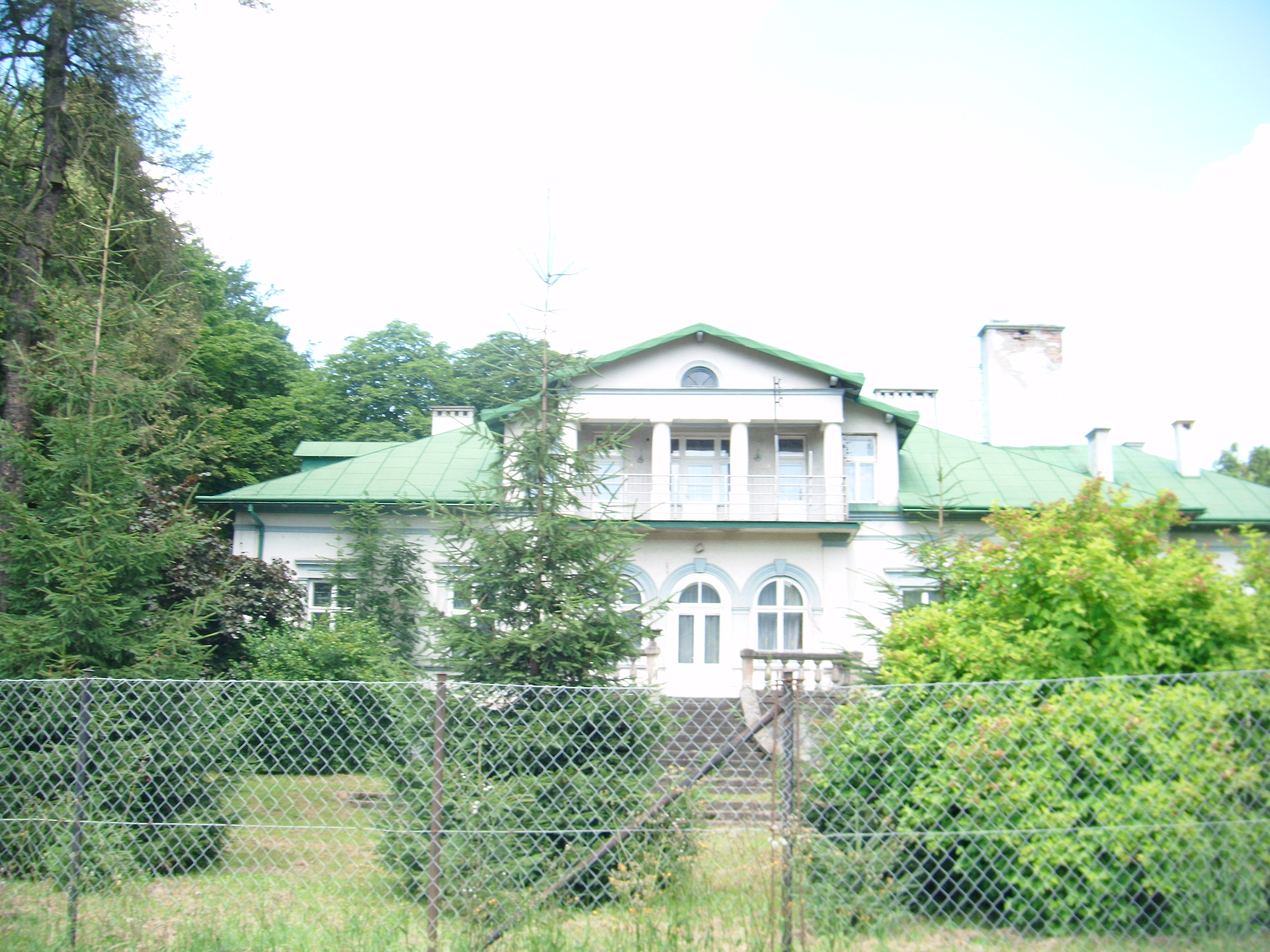
Dwór rodziny Groblewskich

Dwór obronny w Szymbarku postawiony w 1540 roku, stanowił centrum władzy rodu polskich rycerzy Gładyszów tzw. „dominium Ropa” z którego zarządzali pobliskimi terenami klucza Gorlickiego. Dwór przetrwał do dzisiejszych czasów.
W roku 1557 właścicielem był Stanisław Gładysz. Klucz szymbarski był następnie w posiadaniu Szymona Gładysza pisarza grodzkiego, spiskiego 1561 r.; właściciela Polany, Szymbarka i Szymanowic (1581). Ostatnim z rodu Gładyszów w tej miejscowości był Paweł Gładysz, syn Szymona, do którego należał Szymbark do roku 1590 i Piotr Gładysz, który zeznał w testamencie z roku 1611, że Gładyszowie na zawsze przenoszą się z ziemi bieckiej w Sandomierskie. Na miejsce Gładyszów przybyli Strońscy, później Siedleccy, Bronikowscy, którzy stają się właścicielami tej miejscowości. W 1657 r. Dwór został zniszczony przez Węgrów. W latach 1768–1772 przechodzą przez Szymbark konfederaci barscy pod dowództwem Kazimierza Pułaskiego staczając w okolicach walki z Rosjanami.

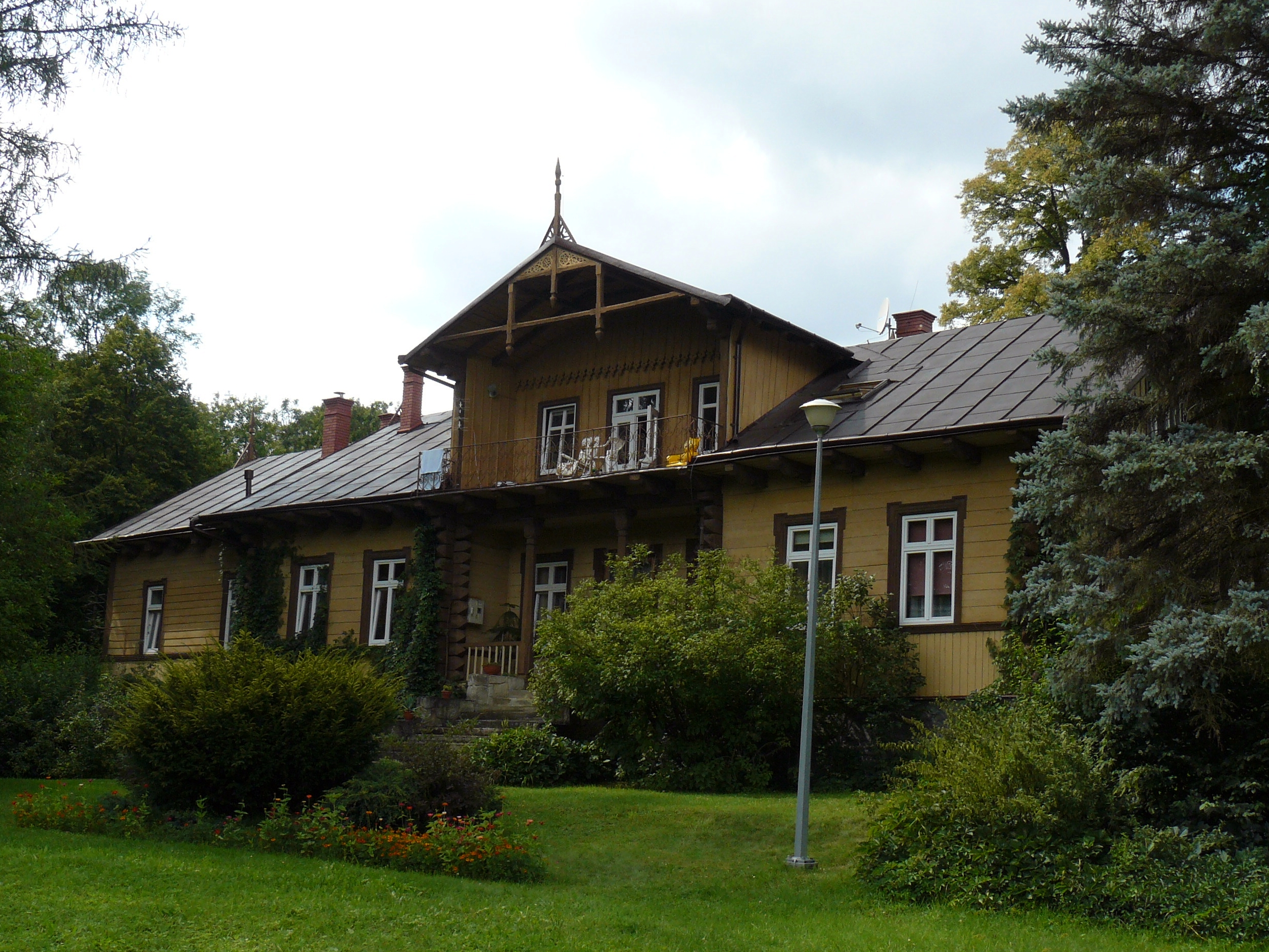
Dwór rodziny Groblewskich w Bystrzycy Szymbarskiej

W XVIII w. Szymbark wraz z dworem opisał Ewaryst A. Kuropatnicki. Z końcem XVIII w nabył tę miejscowość ks. Jan Bochniewicz – prałat gnieźnieński, naukowiec, profesor Uniwersytetu Jagiellońskiego. Po 1808 roku przekazał on klucz szymbarski na własność swym siostrom i siostrzeńcom, dzieląc go na cztery części: I – Łęgi Szymbarskie, II – Dwór obronny Szymbark, III – Folwark Szymbark, IV – Bystrzycę Szymbarską.
W roku 1869 Szymbark i okolice opisał Wincenty Pol:
Na obszarze Wisłoki uderza nas fakt inny; całą tę okolicę, którą obszar Wisłoki, Ropy, Jasły, Jasełki i średniego Wisłoka zajmuje, osiedli tak zwani Głuchoniemcy od dołów Sanockich począwszy, to jest od okolicy Komborni, Haczowa, Trześniowa aż po Grybowski dział: Gorlice, Szymbark i Ropę od wschodu na zachód, ku północy aż po ziemię Pilźniańską, która jest już ziemią województwa Sandomierskiego. Cała okolica Głuchoniemców jest nowo-siedlinami Sasów; jakoż strój przechowali ten sam co węgierscy i siedmiogrodzcy Sasi. Niektóre okolice są osiadłe przez Szwedów, ale cały ten lud mówi dzisiaj na Głuchoniemcach najczystszą mową polską dijalektu małopolskiego, i lubo z postaci odmienny i aż dotąd Głuchoniemcami zwany, nie zachował ani w mowie ani w obyczajach śladów pierwotnego swego pochodzenia, tylko że rolnictwo stoi tu na wyższym stopniu, a tkactwo jest powołaniem i głównie domowem zajęciem tego rodu.
W czasie I wojny światowej w latach 1914–1915 Szymbark znajdował się na przedpolu frontu, o czym świadczą do dziś zachowane trzy cmentarze żołnierskie.
Według danych spisu powszechnego przeprowadzonego w 1921 roku w Szymbarku mieszkało 2187 osób, w tym 274 narodowości rusińskiej; 1816 mężczyzn i 1109 kobiet. 1816 osób zadeklarowało wyznanie rzymskokatolickie, 321 greckokatolickie i 50 wyznanie mojżeszowe. We wsi było 432 budynków mieszkalnych.
W latach 1930–1939 dwór Stanisławy Groblewskiej w Bystrzycy Szymbarskiej stał się miejscem wypoczynku Zygmunta Haupta, pisarza i malarza. W sierpniu 1933 roku w willi Perełka przebywała Maria Dąbrowska, o czym wspominała w Dziennikach.
7 września 1939 roku, w czasie kampanii wrześniowej, oddziały Armii Karpaty stoczyły pod Szymbarkiem bitwę z Niemcami. Poległo 7 polskich żołnierzy, pochowano ich na miejscowym cmentarzu parafialnym. W czasie okupacji niemieckiej działała tu placówka konspiracyjna Służby Zwycięstwu Polsce, Związek Walki Zbrojnej i Armia Krajowa, organizujące przerzuty kurierskie na Węgry, akcje dywersyjne i sabotażowe. W dniu 26 czerwca 1944 roku partyzanci z szymbarskiej placówki AK dokonali udanej akcji, uwalniając z rąk niemieckich aresztowanych AK-owców z Ropy.
W miejscowości znajduje się Stacja Naukowo-Badawcza Instytutu Geografii i Przestrzennego Zagospodarowania Polskiej Akademii Nauk (w dawnym majątku rodziny Groblewskich), zajmująca się badaniem zlewni potoku Bystrzanka.
24 lutego 2018 Aleksander Kalinowski odsłonił na swym terenie prywatnym pomnik pamięci Niebiańskiej Sotni i Rewolucji Godności.

## Ochotnicza straż pożarna
Ochotnicza straż pożarna w Szymbarku działa od 1956 roku, a od 7 września 2017 jest włączona do krajowego systemu ratowniczo-gaśniczego.

## Nauka
- Szkoła Podstawowa im. św. Jana Pawła II[15]

## Zabytki
Obiekty wpisane do rejestru zabytków nieruchomych województwa małopolskiego.

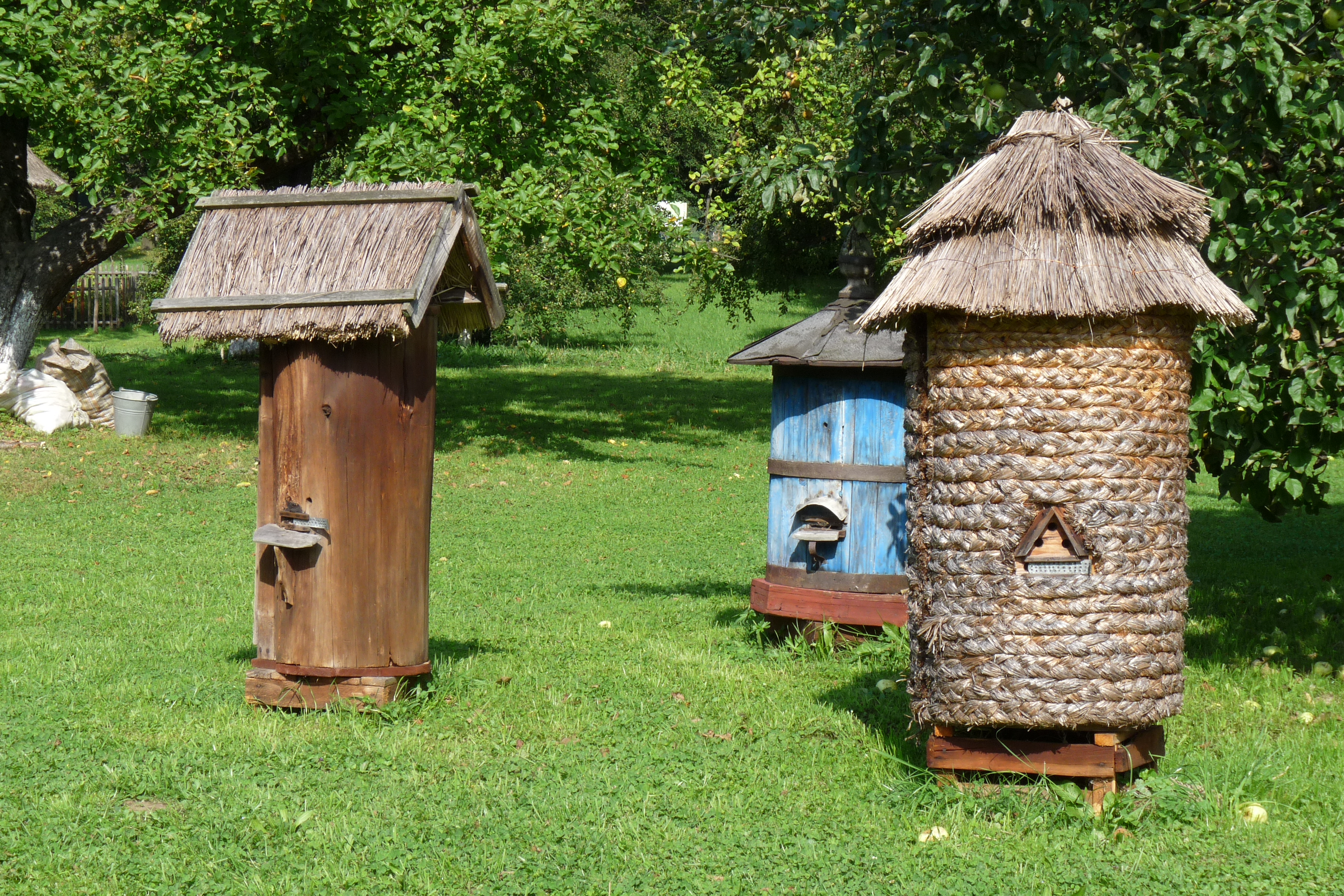
Skansen Wsi Pogórzańskiej

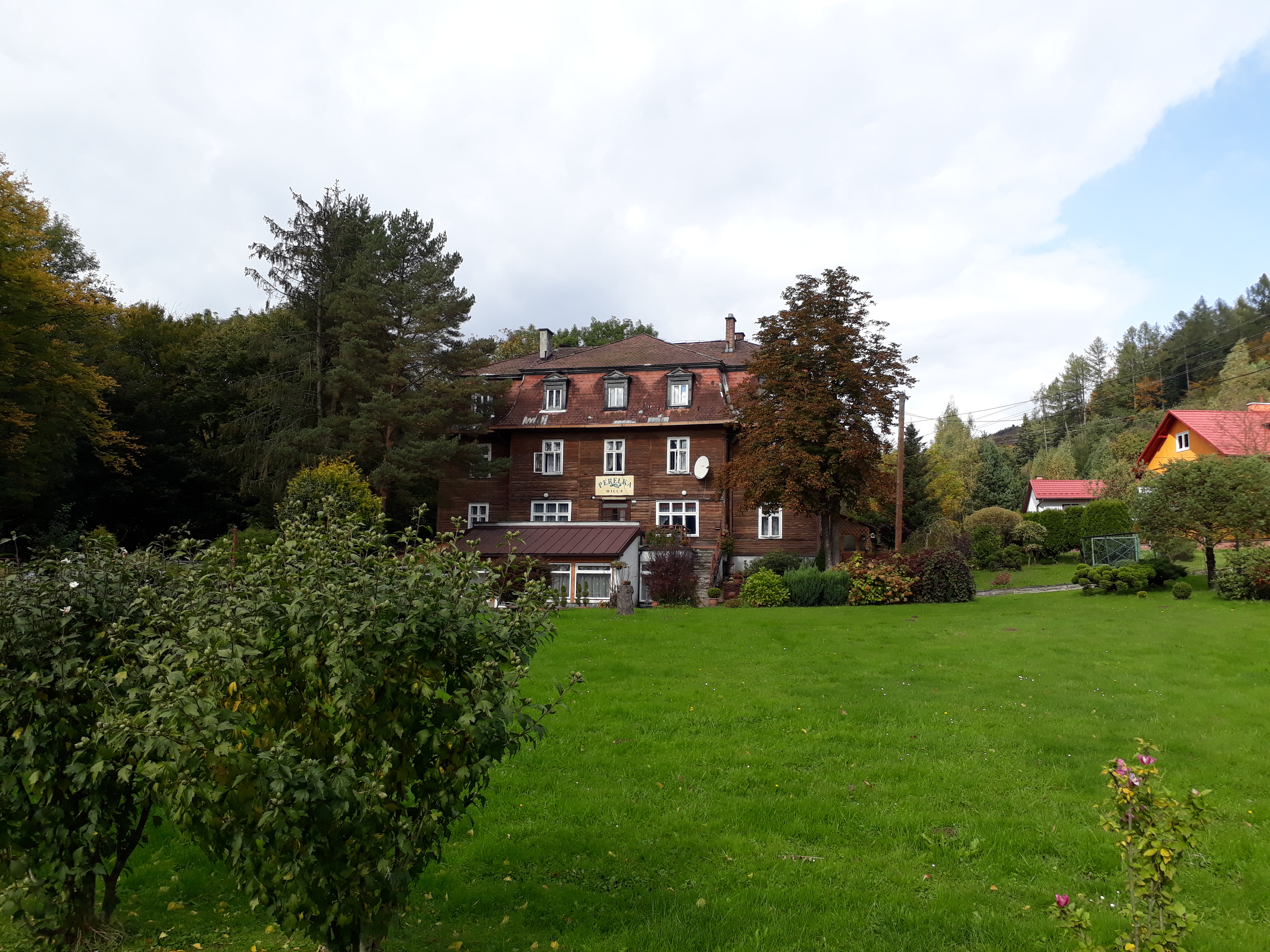
Drewniana willa Perełka

- Dwór obronny z XVI w., dawna siedziba rodu Gładyszów;
- kościół pw. św. Wojciecha, drewniany, wybudowany w 1782 roku;
- teren skansenu;
- cerkiew greckokatolicka Narodzenia Bogurodzicy w przysiółku Doliny;
- kaplica pw. NMP;
- cmentarze wojenne nr 73, 74 i 75.

### Atrakcje turystyczne
- Dwory rodziny Groblewskich, drewniany położony w Bystrzycy Szymbarskiej i murowany położony w Łęgach;
- willa Perełka, drewniany hotel w centrum wsi;
- rezerwat przyrody Jelenia Góra;
- Beskidzkie Morskie Oko – jeziorko osuwiskowe na stoku Jeleniej Góry.

### Szlaki piesze
- Przełęcz Zdżar (550 m n.p.m.) – Bielanka – Szymbark – Maślana Góra (753 m n.p.m.) – Stróże (Szlak im. Wincentego Pola)
- Szymbark-Łęgi – Maślana Góra (753 m n.p.m.)
- od szosy Gorlice – Grybów do cmentarza nr 73 (szlak cmentarny)

## Urodzeni w Szymbarku
- Stanisława Groblewska
- Piotr Jurczak
- Stefan Zieliński (1875–1940) – major piechoty Wojska Polskiego, kawaler Virtuti Militari